# Оборонно-промисловий комплекс Болгарії
Болгарія країна-член НАТО з розвиненим національним оборонним виробництвом. Більшість її озброєння має Радянське походення, але зі значно покращеними характеристиками. Small Arms Survey оцінює Болгарію, як "середнього" експортера стрілецького озброєння.

## Історія
Незважаючи на наявність місцевих збройових заводів, до 1944 року Болгарія здебільшого покладалася на імпорт для оснащення власного війська. Тим не менш, болгарська оборонна промисловість була здатна виробляти навчальні та легкі штурмовики, такі як ДАР-10 та Лаз-7. Після приходу комуністичного уряду в тому ж році країна розпочала процес масової індустріалізації, але продовжувала імпортувати обладнання. До 1980-х років велика частина обладнання надходила від місцевих постачальників. Наприкінці 1980-х років експорт досяг близько 800 млн. дол. щорічно, а переважними торговими партнерами були Єгипет, Алжир, Ангола, Північна Корея, Лівія, Сирія, Ірак, Куба та В'єтнам.
Після втрати Варшавського пакту та другорядних ринків, надлишки зброї, а також нещодавно виготовлені предмети незаконно експортувалися до різноманітних країн і повстанських груп Африки та Азії.

## Виробники
- Арсенал[3] – найстаріший виробник зброї (1878), найбільша машинобудівна компанія в країні; виробляє пістолети, пістолети-кулемети, штурмові гвинтівки, легкі кулемети, кулемети, гранатомети, міномети, системи протиповітряної оборони, протитанкові гранатомети, автоматичні гранатомети, боєприпаси до стрілецької зброї, артилерійські снаряди, бомби, протит. боєприпаси танкової зброї, некеровані реактивні снаряди та ін;
- TEREM[en][4] – Державне підприємство, яке спеціалізується на обслуговуванні обладнання та виробництві боєприпасів і запчастин;[5]
- ВМЗ[en][6] – державний виробник протитанкових керованих та некерованих ракет, авіаційні некеровані ракети та артилерійські боєприпаси;
- Кінтекс [en][7] – у державній власності виробляють боєприпаси, бомби, некеровані ракети, запали, міни та комунікаційне обладнання;
- Самел 90[en][8] – комунікаційне обладнання, зенітні ракети та інше;
- Armstechno – дрони та БПЛА;
- THOR Global Defense Group – Стрілецька зброя та системи великої дальності – Офіс франчайзингу;
- Apolo GmbH[9] – польова форма;
- State military technology institute
- MARS Armor Ltd.[10] – бронежилети та засоби індивідуального балістичного захисту.
- Armaco JSC

## Покупці
- Афганістан
- Алжир
- Ангола
- Чад
- Чилі
- Канада
- КНР
- Республіка Конго[11]
- Еритрея
- Ефіопія
- Фінляндія
- Грузія
- Греція
- Гвінея
- Індія
- Ірак
- Йорданія
- Ліван
- Північна Македонія
- Мавританія
- Малі
- Непал
- Польща
- Руанда [11]
- Швеція
- Туреччина[12]
- ОАЕ
- Сполучені Штати[13]
- В'єтнам
- Ємен

## Зовнішні посилання
- Arsenal Corporation
- TEREM
- Samel90
- Apolo
- MARS Armor